# 坂町郵便局
坂町郵便局（さかまちゆうびんきょく）は新潟県村上市にある郵便局。
かつては郵便区番号「959-31」の配達を受け持つ集配郵便局であったが、現在は中条郵便局に移管され無集配郵便局となっている。

## 概要
住所：〒959-3132 新潟県村上市坂町1795-2

## 沿革
- 1919年（大正8年）12月1日 - 岩船郡保内村（平林郵便局の集配区内）に三等郵便局として開局、集配は取扱わず[1]。
- 1924年（大正13年）10月16日 - 電話通話事務開始[2]。
- 1927年（昭和2年）
  - 8月1日 - 電信事務開始[3]。
  - 10月16日 - 特設電話加入申請受理開始[4]。
- 1928年（昭和3年）5月1日 - 電話交換業務開始[5]。
- 1933年（昭和8年）8月1日 - 集配事務開始[6]、併せて鉄道郵便線路の受渡局となる[7]。
- 1954年（昭和29年）12月1日 - 保内村が合併し、荒川町の郵便局となる[8]。
- 1965年（昭和40年）8月2日 - 郵便区内に花立簡易郵便局開局[9]。
- 1970年（昭和45年）8月7日 - 電話交換業務（電話の加入及び料金に関する簡易な事務を除く）廃止、村上電報電話局に移管[10]。
- 1985年（昭和60年）7月23日 - 風景入通信日附印使用開始[11]。
- 1994年（平成6年）8月1日 - 花立簡易郵便局が一時閉鎖[12]。
- 1995年（平成7年）2月1日 - 花立簡易郵便局廃止、坂町郵便局が事務継承[13]。
- 2006年（平成18年）9月25日 - 集配業務の全部を中条郵便局に移管[14]。
- 2008年（平成20年）4月1日 - 荒川町が合併し、村上市の郵便局となる[15]。

## 周辺
- JAにいがた岩船荒川支店
- 村上警察署坂町交番